# Пистол (мини-сериал)
«Пи́стол» (англ. Pistol) (другой перевод — «Пистолет») — американский мини-сериал телеканала FX, посвящённый карьере лондонской панк-группы Sex Pistols. Режиссёром телепроекта выступил Дэнни Бойл, сюжет сериала был адаптирован Крэйгом Пирсом и Фрэнком Коттрелл-Бойсом на основе биографии гитариста Стива Джонса — Lonely Boy: Tales from a Sex Pistol (рус. «Стив Джонс: Одинокий мальчишка. Автобиография гитариста Sex Pistols»). Премьера сериала состоялась 31 мая 2022 года на стриминговой платформе Hulu.

## Сюжет
Сюжет сериала основан на истории жизни гитариста Sex Pistols Стива Джонса, которая разворачивается на фоне становления и роста популярности его группы.

## В ролях
- Тоби Уоллес — Стив Джонс
- Энсон Бун — Джонни Роттен
- Луи Партридж — Сид Вишес
- Джейкоб Слейтер — Пол Кук
- Кристиан Лиз — Глен Мэтлок
- Дилан Ллевеллин[англ.] — Уолли Найтингейл
- Сидни Чендлер — Крисси Хайнд
- Эмма Эпплтон — Нэнси Спанджен
- Мэйси Уильямс — Памела Рук
- Томас Броди-Сангстер — Малкольм Макларен
- Талула Райли — Вивьен Вествуд
- Айрис Лоу — Женщина-кошка Су[англ.]
- Франческа Миллс — Хелен Веллингтон-Ллойд
- Джон Маккри — Стив Северин

## Производство
Создателем сериала выступил Крэйг Пирс, он же написал сценарий на основе автобиографии Стив Джонс, совместно со Фрэнком Коттрелл-Бойсом. В январе 2021 года американский телеканал FX заказал 6 эпизодов телесериала, в качестве режиссёра был приглашён британец Дэнни Бойл. Вскоре было объявлено, что главную роль в проекте получил Тоби Уоллес (Стив Джонс), а Мэйси Уильямс будет играть одного из второстепенных персонажей. В марте, незадолго до начала съёмок, к актёрскому составу сериала присоединились Томас Броди-Сангстер, Талула Райли и Айрис Лоу. Режиссёр так описывает стилистику будущего проекта: 
Представьте, что вы ворвались в мир “Короны” и “Аббатства Даунтон” со своими друзьями и кричите песни и вымещаете ярость на все, что они собой представляют. Это момент, когда британское общество и культура изменились навсегда. Это точка взрыва для британской уличной культуры, где обычные молодые люди выходили на сцену и давали выход своей ярости. И все должны были смотреть и слушать, и все либо боялись их, либо следовали за ними.
Концертные и музыкальные сцены снимались вживую, без наложений или студийных эффектов — актёры, изображающие Sex Pistols и Сидни Чендлер  (Крисси Хайнд) сами играли на инструментах и исполняли вокал. Поскольку все они были новичками в музыкальной сфере (только Слейтер имел опыт выступления в группах, но не играл на барабанах), им пришлось обучаться в ускоренном темпе.
Тоби Уоллес (Джонс), Джейкоб Слейтер (Кук) и Сидни Чендлер (Хайнд) встречались со своими прототипами, чтобы изучить мимику, речь и манеру поведения. Энсон Бун не смог встретиться с Роттеном из-за того, что последний категорически отказался от участия в проекте, но он внимательно изучил поведение музыканта на сцене, а также прочитал его автобиографии. Джонс отдельно встретился со сценаристом и создателем проекта Крэйгом Пирсом, чтобы ответить на некоторые его вопросы и получить обратную связь. Как и Памела Рук, Пол Кук принимал активное участие в создание сериала и при необходимости вносил свой вклад в консультирование съёмочной группы. Перед началом съёмок художник-постановщик Кейв Куинн изучила документальный фильм Жюльена Темпла «Грязь и ярость», а также документальный сериал Эндрю Марра «Создание современной Британии», чтобы изобразить Лондон максимально аутентичным 1970-х годам. Журнал Esquire писал, что «приверженность [создателей сериала] панк-духу Sex Pistols в полной мере проявилось во время его создания». Так, режиссёр Дэнни Бойл активно использовал различные кинематографические приемы, такие как разделение экрана, ретроспективные кадры, архивные кадры, стоп-кадры, яркие сцены сновидений и замедленную съёмку.
Судебные разбирательства
Несмотря на то, что Стив Джонс выступил одним из продюсеров проекта к работе над ним не был привлечён бывший вокалист группы Джон Лайдон. Впоследствии раскритиковавший сериал и даже грозивший подать в суд на съёмочную группу. Музыкант крайне жёстко высказывается о предстоящем проекте, назвав его: «самым неуважительным дерьмом, который мне когда-либо приходилось терпеть», по его словам Дэнни Бойл даже не связывался с ним, хотя они знакомы. Тем не менее, модель Памела Рук, роль которой исполнила Мэйси Уильямс, высказала предположение, что с Лайдоном не стали консультироваться из-за его характера, отметив: «Он бы просто устроил саботаж и ничем особо не помог. Он любит поспорить просто так, ради спора. Он очень тяжелый человек, и не могу сказать, что он как-то в этом плане изменился» и подчеркнув, что отсутствие музыканта — лучшее, что могло случиться с сериалом. Позже появилась информация, что представители Бойла пытались связаться с музыкантом, но «контакт не состоялся».
В июле того же года появилось информация, что съёмки байопика могут быть прекращены из-за запрета на использование песен Sex Pistols. Так как Джонни Роттен, выступил против использования своей музыки в мини-сериале считая, что проект «неуважителен» по отношению к нему, а книга, послужившая источником сюжета, представляет его в «негативном и нелестном свете». В ответ, оставшиеся члены группы — Стив Джонс и Пол Кук — подали иск на бывшего фронтмена в Высокий суд Лондона и выиграли дело на основании заключённого в 1998 году соглашения об урегулировании участниками Sex Pistols всех вопросов, связанных с авторским правом и лицензированием материалов, «большинством голосов».

## Список эпизодов
| № | Название                                                           | Режиссёр   | Автор сценария | Дата премьеры |
| - | ------------------------------------------------------------------ | ---------- | -------------- | ------------- |
| 1 | «Трек первый: Плащ-невидимка» «Track 1: The Cloak of Invisibility» | Дэнни Бойл | Крэйг Пирс     | май 31, 2022  |
| 2 | «Трек второй: Роттен» «Track 2: Rotten»                            | Дэнни Бойл | Крэйг Пирс     | май 31, 2022  |
| 3 | «Трек третий: Тела́» «Track 3: Bodies»                              | Дэнни Бойл | Крэйг Пирс     | май 31, 2022  |
| 4 | «Трек четвёртый: Полу-дырки» «Track 4: Pretty Vaaaycunt»           | Дэнни Бойл | Крэйг Пирс     | май 31, 2022  |
| 5 | «Трек пятый: Нэнси и Сид» «Track 5: Nancy & Sid»                   | Дэнни Бойл | Крэйг Пирс     | май 31, 2022  |
| 6 | «Трек шестой: Кто убил Бэмби?» «Track 6: Who Killed Bambi?»        | Дэнни Бойл | Крэйг Пирс     | май 31, 2022  |

## Отзывы
Рейтинг сериала на сайте Rotten Tomatoes составляет 65% на основе 63 отзывов критиков со средней оценкой 6,1/10. Консенсус критиков веб-сайта гласит: «Бешеная режиссура Дэнни Бойла привносит много энергии в эту панк-биографию, но из-за поверхностного подхода к [истории] взлёта и падения группы, по факту, „Пистолет“ даёт осечку». На Metacritic рейтинг сериала составляет 59 из 100 на основе 23 публикаций, что приравнивается к «смешанным или средним оценкам».